# Tíaso

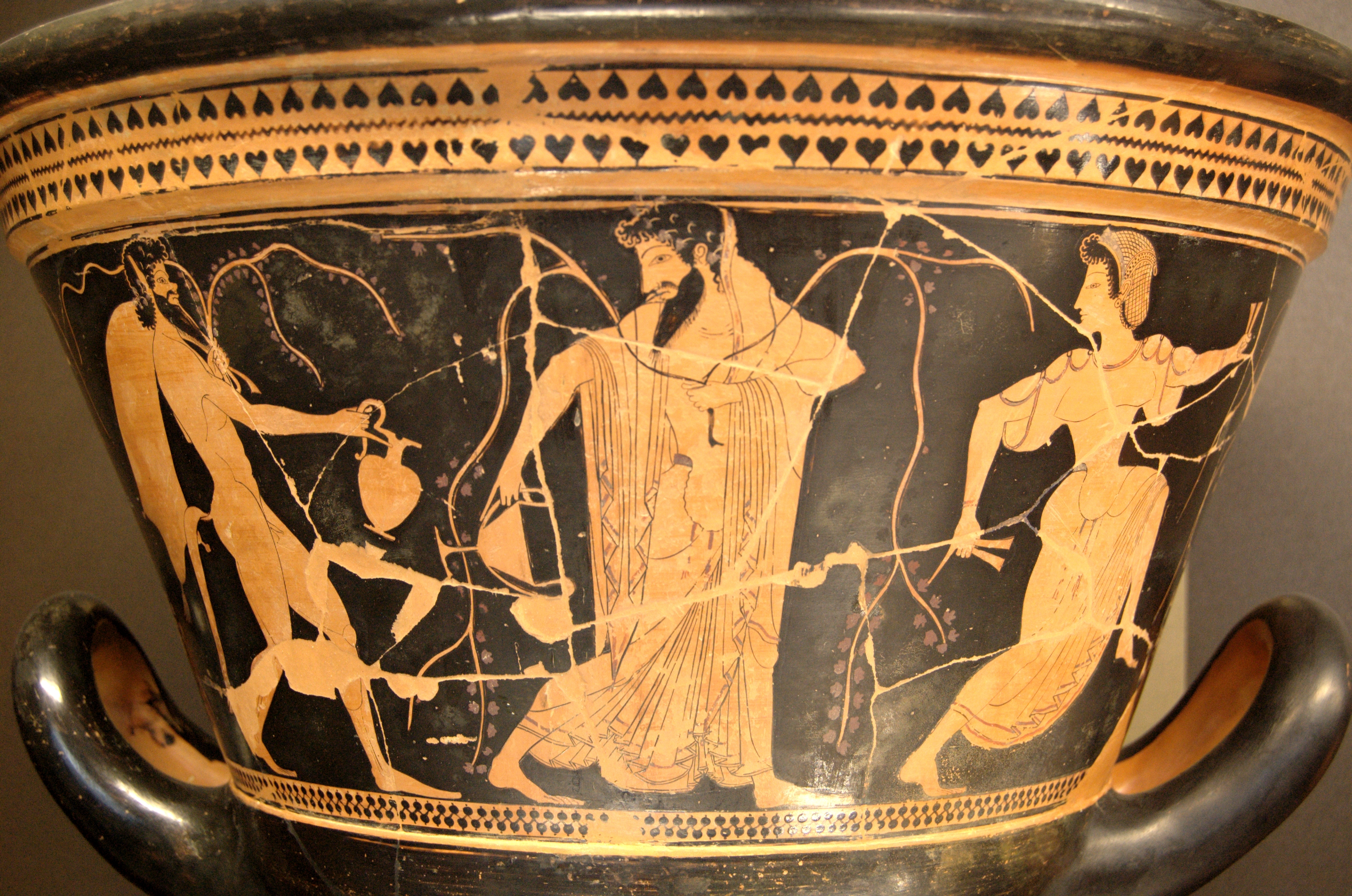
Dioniso y miembros de su tíaso en una crátera ática de figuras rojas. 520 – 510a. C. Museo del Louvre.

En la mitología griega, el tíaso (θίασος) era una comitiva extática de Dioniso, a menudo descrita como un grupo de juerguistas borrachos. En los vasos cerámicos y en los bajorrelieves, pueden reconocerse como miembros de un tíaso solitarias mujeres agitando el tirso. Muchos mitos de Dioniso están conectados con su llegada, como era su regreso triunfal de la India, representada en muchos bajorrelieves romanos y paneles de sarcófagos, celebrados con entusiasmo y elaborado detalle en las Dionisíacas de Nono de Panópolis. 

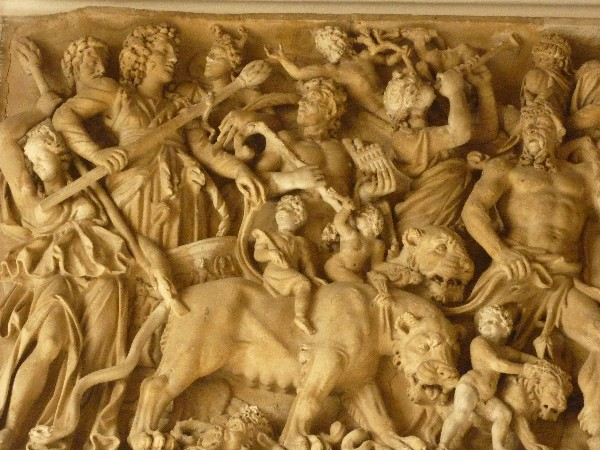
Dioniso y su séquito en un sarcófago romano. Museos Capitolinos, Roma.

Los miembros más importantes del tíaso eran mujeres devotas, las ménades o bacantes, que paulatinamente fueron sustituidas por las inmortales ninfas. También había en la comitiva del dios varios démones rurales, como los silenos danzarines humanos representándoles, con falos en evidencia, panes, y centauros. En la cerámica aparecen silenos itifálicos danzando, y la comitiva es a veces mostrada sentada siendo llevada en un recipiente, el trágico humano Icario que regaló el vino, y su hija Erígone. En el Vaso François, Dioniso es acompañado en procesión por las tres Horas. Estrabón incluye en el tíaso dionisíaco a silenos, sátiros, títiros, satiriscos, bacantes, lenas, tíades, mimalones y náyades.
Heracles siguió al tíaso durante un corto tiempo después de perder en una competición de bebida en honor a Dioniso.
Más generalmente, los thíasoi constituían algunos de los numerosos cultos de la Antigua Grecia cuya existencia estaba protegida por ley. La obra origina del Tíaso marino del escultor Escopas, representando a Poseidón y su séquito, fue llevado a Roma y perdido para siempre, pero el tema es conocido en el arte romano, desde los pequeños relieves decorativos y grandes paneles de sarcófagos hasta los extensos mosaicos.